# HIP 41378 e
HIP 41378 e è un pianeta extrasolare appartenente alla categoria dei giganti gassosi, con una massa un po' inferiore a quella di Nettuno, distante circa 160 milioni di chilometri dalla sua stella, HIP 41378, una nana bianco-gialla situata nella costellazione del Cancro a circa 378 anni luce dal sistema solare.
Come gli altri pianeti di HIP 41378, è stato scoperto con il metodo del transito tramite la seconda parte (K2 mission) della missione Kepler.